# Fontenelle-en-Brie
Fontenelle-en-Brie is een plaats en voormalige gemeente in het Franse departement Aisne in de regio Hauts-de-France en telt 171 inwoners (1999).De plaats maakt deel uit van het arrondissement Château-Thierry.

## Geschiedenis
De gemeente maakte deel uit van het kanton Condé-en-Brie totdat het op 22 maart 2015 werd opgeheven en de gemeente werden opgenomen in het op die dag gevormde kanton Essômes-sur-Marne. Op 1 januari 2016 fuseerde de gemeente met Artonges, La Celle-sous-Montmirail en Marchais-en-Brie tot de commune nouvelle Dhuys et Morin-en-Brie.

## Geografie
De oppervlakte van Fontenelle-en-Brie bedraagt 8,5 km², de bevolkingsdichtheid is 20,1 inwoners per km².
De plaats ligt ruim 10 kilometer ten zuiden van de Marne en wordt omgeven door wijngaarden. De autoweg Rue Napoléon (D1) loopt er dwars doorheen.
De onderstaande kaart toont de ligging van Fontenelle-en-Brie met de belangrijkste infrastructuur en aangrenzende gemeenten.

## Demografie
Onderstaande figuur toont het verloop van het inwonertal (bron: INSEE-tellingen).
Vanwege een beveiligingsprobleem met de MediaWiki Graph-software is het momenteel niet mogelijk deze grafiek weer te geven. Zodra de software is bijgewerkt zal de grafiek vanzelf weer zichtbaar worden.